# João Peixoto Alves
João Peixoto Alves (* 23. Mai 1941 in Palmeira) ist ein ehemaliger portugiesischer Radrennfahrer.

## Sportliche Laufbahn
João Peixoto Alves war im Straßenradsport aktiv. Von 1961 bis 1966 war er Berufsfahrer. 1965 gewann er die Portugal-Rundfahrt vor João Roque. 1962 war er Zweiter in diesem Etappenrennen hinter José Pacheco geworden, 1966 Zweiter hinter Francisco Valada. 1963 kam er auf den 3. Platz in der Rundfahrt. Etappensiege in der Portugal-Rundfahrt holte er 1961, 1963 (zweifach), 1965 und 1966 (zweifach). 1965 gewann er eine Etappe in der Katalonien-Rundfahrt.
Die Vuelta a España bestritt er dreimal. 1963 wurde er 50., 1962 und 1965 war er ausgeschieden. Ihm zu Ehren wird in seiner Heimatstadt das Juniorenrennen Prémio Peixoto Alves veranstaltet.